# Arabis beirana
Arabis beirana är en korsblommig växtart som beskrevs av P. Silveira, J. Paiva och N. Marcos. Arabis beirana ingår i släktet travar, och familjen korsblommiga växter. Inga underarter finns listade i Catalogue of Life.